# Joe Shuster
Joseph "Joe" Shuster, född 10 juli 1914 i Toronto, Ontario, död 30 juli 1992 i Los Angeles, Kalifornien, var en kanadensisk-amerikansk serieskapare. Han är mest känd för att tillsammans med Jerry Siegel ha skapat den första superhjälteserien Stålmannen (Superman), som publicerades första gången 1938.

## Bakgrund
Joseph Shuster föddes i Kanada av ashkenazisk-judiska invandrare. Hans far, Julius Shuster, var från Nederländerna och hans mor, Ida Katharske, var från Ukraina. Shuster är kusin till komikern Frank Shuster från duon Wayne and Shuster. 1924, då Shuster var nio eller tio år gammal, invandrade hans familj till USA.

## Karriär
Shuster studerade på Glenville High School i Cleaveland, Ohio, där han träffade Jerry Siegel. Tillsammans började de publicera en science fiction-tidning vid namn Science Fiction. Det var dock inte förrän de började jobba på More Fun Comics som deras karriärer tog fart. 1938 gavs Action Comics ut, vilken inkluderade karaktären Stålmannen. Serien blev en succé. Shuster och Siegel hade dock sålt rättigheterna till Stålmannen till Detective Comics för $130 ($2904 justerat för inflation), men fortsatte ändå att jobba med serien.
Shuster hade relativt få framgångar efter Stålmannen.

### Charlton Comics
- Crime and Justice #19–21 (1954)
- Hot Rods and Racing Cars #20 (1955)
- Space Adventures #11–13 (1954)
- Strange Suspense Stories #19, 21–22 (1954)
- This Magazine is Haunted #18–20 (1954)

### DC Comics
- Action Comics #1–24 (1938–1940)
- Adventure Comics #32–41, 103–109 (1938–1946)
- Detective Comics #1–32 (1937–1939)
- More Fun Comics (diverse stories): #10–48; (Stålpojken): #101–105, 107 (1936–1946)
- New Comics (då: New Adventure Comics) #2–31 (1936–1938)
- New York's World Fair #1–2 (1939)
- Stålmannen #1–4 (1939–1940)